# Iso Selkäsaari (ö i Norra Karelen)
Iso Selkäsaari är en ö i Finland. Den ligger i sjön Pyhäselkä och i kommunen Joensuu i den ekonomiska regionen  Joensuu ekonomiska region  och landskapet Norra Karelen, i den sydöstra delen av landet, 400 km nordost om huvudstaden Helsingfors. Öns area är 1,1 hektar och dess största längd är 190 meter i öst-västlig riktning.